# Halmos János (polgármester)
Halmos János (Haberhauer, Pest, 1847. május 4. – Budapest, 1907. április 17.) magyar jogász, politikus, 1897 és 1906 között Budapest polgármestere.

## Élete
Középiskolai tanulmányait a pesti Piarista Gimnáziumban végezte, majd a jogi diploma megszerzése után ügyvédi gyakorlatot folytatott. 1873-ban a főváros szolgálatába állt, előbb kerületi jegyző, 1882-ben tanácsnok, 1896-ban pedig alpolgármester lett. Nevét 1897-ben magyarosította Halmosra. 1897-ben Budapest polgármesterévé választották, tisztségét 1906-ig töltötte be, ekkor összetűzésbe került a Fejérváry-kormánnyal, ezért lemondott.
Polgármestersége idején történt a régi Belváros bontása, a Teleki piac építése és a villamosítás miatt a lóvasút megszüntetése, a Vágóhíd fejlesztése, az Erzsébet híd, a Halászbástya, illetve a Tőzsdepalota átadása és a Szent István-bazilika felszentelése is.
1907 tavaszán hunyt el, néhány héttel 60. születésnapja előtt.